# Jungfrau

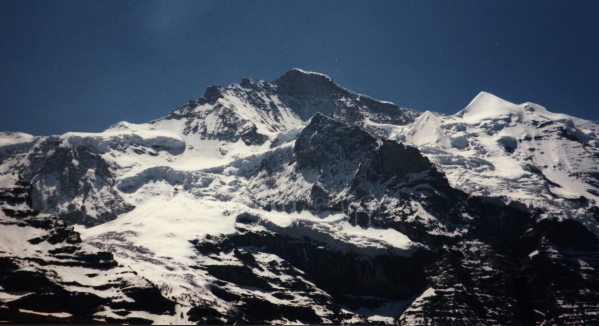
Jungfrau från nordsidan

Jungfrau, berg i Berner Oberland i Schweiz. Toppen som når 4 158 m ö.h. ligger i kantonen Bern, men sydsluttningen ligger i Valais. Jungfrau ligger i Aletsch-glaciären. Området är ett världsarv sedan 2001 med utökad area 2007.
Jungfrau nämns vanligen tillsammans med Eiger och Mönch som en enhet och berget är det högsta av dessa tre. Den 3 augusti 1811 var Johann Rudolf Meyer, hans bror Hieronymus samt jägarna Joseph Bortis och Alois Volker på bergets topp. Det var den första bestigningen av ett berg högre än 4000 meter i Schweiz. Ett år senare var Bortis, Volker, Gottlieb Meyer och Johann Rudolfs son åter på toppen.
Berget beskrevs mellan 1700- och 1900-talet av många konstnärar och det fick smeknamn som Gudinna, Helig prästina eller Stor titan. Händelserna i boken Manfred av George Byron äger rum vid bergets fot. Det omnämns även i Wilhelm Tell av Friedrich Schiller.